# Sakae (Nagoia)
Sakae (em kanji: 栄, hiragana:さかえ, tradução: Baixa) é uma área em Naka-ku, Nagóia, Aichi, Japão. Refere-se às áreas em redor da intercepção de Sakae, estação de Sakae no Metro Municipal de Nagóia, e com a Estação de Sakae, na linha Meitetsu Seto Line. Trata-se na verdade da baixa de Nagóia. Sakae localiza-se no coração de Nagóia e como tal, juntamente com a área da estação de Nagóia, é um dos principais centros comerciais da cidade.